# Chinasat 2
O Chinasat 2, também conhecido por Dong Fang Hong-2A 3 (DFH-2A 3), Shiyan Tongbu Tongxing Weixing 3 (STTW-3) e Zhongxing 2 (ZX-2), foi um satélite de comunicação militar geoestacionário chinês que foi baseado na plataforma DFH-2 Bus.

## Lançamento
O satélite foi lançado com sucesso ao espaço no dia 22 de dezembro de 1988, por meio de um veiculo Longa Marcha 3 lançado a partir do Centro Espacial de Xichang, na China. Ele tinha uma massa de lançamento de 900 kg.